# Lindackeria laurina
Lindackeria laurina är en tvåhjärtbladig växtart som beskrevs av Presl. Lindackeria laurina ingår i släktet Lindackeria och familjen Achariaceae. Inga underarter finns listade i Catalogue of Life.